# NGC 1713
NGC 1713 è una galassia ellittica situata nella costellazione di Orione, a una distanza di circa 212 milioni di anni luce dalla nostra Via Lattea.

## Scoperta
La galassia è stata scoperta il 1 gennaio 1786 dall'astronomo britannico di origine tedesca William Herschel.

## Descrizione
Il database SIMBAD classifica NGC 1713 come una galassia attiva.

## Gruppo di NGC 1762
NGC 1713 fa parte del Gruppo di NGC 1762, un raggruppamento che comprende almeno 27 galassie, tra cui IC 392, NGC 1590, NGC 1633, NGC 1642, NGC 1691, NGC 1719 e NGC 1762.